# اس‌آپ
SAP (به آلمانی: SAP AG) (شماره اسناد بهادار بین‌المللی: DE0007164600، FWB: SAP, NYSE: SAP) یک شرکت نرم‌افزاری آلمانی است که بیشترین شهرتش را مدیون تولید نرم‌افزارهای سازمانی در زمینه مدیریت عملیات تجاری و روابط با مشتریان است. دفتر مرکزی این شرکت در والدورف در ایالت بادن-وورتمبرگ آلمان واقع شده و دفاتر و شعب دیگری نیز در نقاط مختلف جهان دارد. شرکت SAP AG در ژوئن ۱۹۷۲ توسط پنج نفر از مهندسان سابق IBM کار خود را در شهر مانهایم آلمان تحت عنوان «تحلیل سیستم‌ها و توسعه برنامه‌ها» شروع کرد. پس از مدتی این عنوان را به «سیستم‌ها، محصولات و برنامه‌های پردازش داده» تغییر داده و اولین محصول خود را در ۱۹۷۳ تولید کرد. از همان زمان محصولات این شرکت به «راهکارهای SAP» مشهور شد.
SAP(مخفف:Systems, Applications, and Products)

## تاریخچه
هنگامی که Xerox در سال ۱۹۷۱ از صنعت تولید سخت‌افزار کامپیوتری خارج شد، از IBM خواست سیستم‌های تجاری خود را به فناوری IBM انتقال دهد. IBM به عنوان بخشی از غرامت در قبال این امر، حق استفاده از نرم‌افزار سیستم‌های داده‌ای علمی (SDS)/SAPE را دریافت کرد، که طبق قرارداد اعتباری ۸۰۰۰۰ داشت.
پنج مهندس IBM از بخش هوش مصنوعی (دیتمار هاپ، کلاوس تسیرا، هانس ورنر هکتور، هاسو پلاتنر و کلاوس ولنرویتر، همگی از مانهایم، بادن-وورتمبرگ) در حال کار بر روی یک سیستم سازمانی مبتنی بر این نرم افزا بودند، تصمیم به ترک IBM Tech و تأسیس شرکت گرفتند.
در ژانویه سال ۱۹۷۲، آن‌ها شرکتت جزیه و تحلیل سیستم و توسعه برنامه “ SAP Systemanalyse und Programmentwicklung " با نام انگلیسی " System Analysis and Program Development" را به عنوان یک شرکت خصوصی تحت قانون مدنی آلمان تأسیس کردند.
اولین مشتری آن‌ها شعبه آلمانی صنایع شیمیایی Imperial در اوسترینگن بود، که برنامهٔ اصلی حقوق و دستمزد و حسابداری را توسعه دادند و به جای ذخیره دیتا روی کارت پانچ‌ها به صورت مکانیکی (روشی که IBM انجام می‌داد)، آنها را به صورت Local در سیستم الکترونیکی ذخیره کردند و از Data Base Logical مشترک برای همه فعالیت‌های سازمان استفاده کردند؛ بنابراین، تا زمانی که در طول شب نیازی به پردازش پانچ کارت‌ها نبود، نرم‌افزار خود را یک سیستم real-timeنامیدند، (به همین دلیل در دهه ۱۹۹۰ درکنار نام اصلی یک R نیز وجود داشت). نسخه اول یک نرم‌افزار مستقل بود که قابلیت ارایه به سایرعلاقه مندان را نیز دارا بود.
این شرکت از زمان تأسیس در سال ۱۹۷۲ توسط ۵ کارمند سابق آی بی ام تاکنون فراز و فرودهای بسیاری را در بازار تجربه کرده‌است؛ ولی در سال‌های پس از ۱۹۸۵ پیشرفت قابل ملاحظه‌ای کرد و زمانی هم که اینترنت پا به عرصه کسب‌وکارهای تجاری گذاشت، توانست با راه‌اندازی وب سایت SAP. com تعریف جدیدی از مفهوم فرایندهای تجاری به‌دست دهد. بایگانی‌شده  در ۱ ژوئیه ۲۰۱۶ توسط Wayback Machine
این شرکت در سال ۲۰۱۰ نیز شرکت Sybase را که در زمینه تولید نرم‌افزارها و پایگاه‌های داده تخصص داشت، به مبلغ ۵. ۸ میلیارد دلار خرید و هم‌اکنون آن را به صورت مستقل اداره می‌کند. SAP در صنعت نرم‌افزارهای برنامه‌ریزی منابع سازمان (ERP)، مدیریت روابط با مشتری (CRM)، و نرم‌افزارهای فروش و بازاریابی با چند رقیب سرسخت مبارزه می‌کند. شرکت اوراکل بزرگ‌ترین رقیب SAP است. این دو تاکنون دعاوی و اختلافات حقوقی زیادی با یکدیگر داشته‌اند.
یکی دیگر از رقیبان، شرکت مایکروسافت می‌باشد

## بازار محصولات
SAP که هم‌اکنون بزرگ‌ترین تولیدکننده نرم‌افزارهای شرکتی در جهان محسوب می‌شود ۱۷۶ هزار مشتری در ۱۲۰ کشور دارد و حدود ۵۴ هزار نفر را در سراسر جهان در استخدام دارد. گفته می‌شود درآمد این شرکت در سال ۲۰۱۰ به ۱۲. ۵ میلیارد یورو رسیده‌است. SAP در چهار گستره گوناگون جهان به ارائه خدمات و محصولات خود می‌پردازد.
چهار زیرشاخه عمده این شرکت که هر کدام بازارهای مناطق خاصی از جهان را پوشش می‌دهند، عبارتند از:
- EMEA: اروپا، خاورمیانه و آفریقا
- AMERICA: ایالات متحده آمریکا وکانادا
- LAC: آمریکای لاتین و کشورهای حوزه کارائیب
- APJ: ژاپن و کشورهای حوزه اقیانوس آرام مثل چین، کره، استرالیا، زلاندنو، هند و دیگر کشورهای جنوب شرق آسیا.

SAP علاوه بر این چهار زیرشاخه اصلی، شبکه‌ای متشکل از ۱۱۵ شرکت فرعی و چندین مؤسسه تحقیق و توسعه را در کشورهای مختلف جهان زیر پوشش خود دارد. هند، ایالات متحده، کانادا، فرانسه، برزیل، ترکیه، چین، مجارستان، ایرلند و بلغارستان از جمله مهم‌ترین این کشورها هستند. مؤسسه‌های تحقیق و توسعه وابسته به SAP نیز هر کدام حوزه تخصصی خاصی را برگزیده‌اند و برای توسعه بازارهای مربوط به آن حوزه تلاش می‌کنند؛ مثلاً لابراتوارهای SAP در بلغارستان در زمینه توسعه نرم‌افزارهای تحت پلت فرم جاوا تخصص دارد. هم‌اکنون بزرگ‌ترین مرکز تحقیق و توسعه این شرکت در کشور هند مستقر است.
این شرکت علاوه بر اداره مؤسسات پژوهشی مستقل، همکاری گسترده‌ای نیز با دانشگاه‌های معتبر جهان در پیش گرفته‌است. SAP در سال ۱۹۸۸ با راه‌اندازی سامانه‌ای با عنوان «برنامه اتحاد دانشگاه‌ها» (SAP UAP) با دانشگاه‌های زیادی وارد همکاری شد. هم‌اکنون بیش از ۲۵۰ هزار دانشجو در دانشگاه‌های سراسر جهان از طریق این سامانه به شرکت SAP دسترسی دارند.
در اکتبر ۲۰۱۰ شرکت SAP SE اعلام کرد محصول جدید خود با عنوان اس آ پ هانا (SAP HANA) را وارد بازار خواهد کرد. این محصول جدید بر اساس نیازمندی‌های کاربران توسعه داده شده و امکان تحلیل در لحظه بر اساس اطلاعات موجود در حافظه را ممکن می‌سازد.

## محصولات
عمده محصولات و خدمات شرکت SAP را می‌توان به چهار دسته تقسیم کرد: راهکارهای تجاری، راهکارهای صنعتی، راهکارهایی برای شرکت‌های کوچک و متوسط و پلت‌فرم‌ها. محصولات این شرکت هم‌اکنون حدود ۲۴ صنعت مختلف از بانکداری و بخش سلامت و بهداشت گرفته تا صنایع دفاعی و نفت و گاز را پوشش می‌دهد.
اکثر محصولات شرکت، نرم‌افزاری و تحت وب هستند و این دو ویژگی مزایایی همچون سازگاری، انعطاف‌پذیری و کارایی را برای محصولات این شرکت به ارمغان آورده‌است و موجب شده‌است که شرکت‌ها و سازمان‌های کاربر بدون نیاز به زیرساخت‌های سخت‌افزاری خاصی بتوانند از این نرم‌افزارها و برنامه‌های کاربردی به راحتی استفاده کنند.
هم‌اکنون برنامه منابع سازمانی (SAP ERP)مهم‌ترین و پرکاربردترین محصول تولیدی این شرکت محسوب می‌شود. دیگر برنامه‌های تولیدی این شرکت عبارتند از:
- مدیریت برنامه‌ریزی منابع سازمانی (ERP)
- مدیریت فرایندهای تجاری (BPM)
- مدیریت حمل و نقل (TM)
- مدیریت روابط با مشتری (CRM)
- مدیریت چرخه تولید کالا (PLM)
- برنامه مدیریت زنجیره تأمین (SCM)
- برنامه مدیریت روابط با تأمین‌کنندگان (SRM)
- برنامه بهینه‌سازی و برنامه‌ریزی پیشرفته (APO)
- برنامه هوشمندی تجاری (BI)
- برنامه زیرساخت‌های تبادل (XI/PI)
- سیستم‌های مدیریت منابع انسانی (HRMS)
- برنامه مدیریت مشوق‌ها و پاداش‌ها (ICM)
- برنامه مدیریت استراتژی‌ها (SEM)
- برنامه آموزش و مدیریت رویدادها (TEM)
- راهکار صنعتی برای خرده‌فروشان (ISR)
- راهکار صنعتی برای بخش خدمات عمومی (IS PSCD)
- راهکار صنعتی برای نفت و گاز (IS Oil & Gas)
- راهکار صنعتی برای ارتباطات دور (IST)

SAP علاوه بر این محصولات دستی هم در تولید برنامه‌های درگاهی و پلت‌فرم‌های منحصر به فرد دارد. برنامه SAP NetWeaver مهم‌ترین پلت‌فرم این شرکت محسوب می‌شود که توانایی پشتیبانی از تمامی برنامه‌ها و نرم‌افزارهای کاربردی این شرکت و حتی محصولات شرکت‌های دیگر را داراست. برخی دیگر از پلت‌فرم‌های ساخت این شرکت عبارت است از: Auto-ID Infrastructure, Composite Application Framework, Netweaver Development Infrastructure و SAP Business Connector

## مجازی‌سازیSAP
برای تست سیستم‌های SAP بهترین راهکار این است که بتوانیم آن را مجازی‌سازی کنیم،parasoft service virtualization این امکان را به ما می‌دهد.